# 葦原海
葦原 海（あしはら みゅう、1997年11月14日 - ）は、日本のモデル、タレント、インフルエンサー、講師である。愛知県出身。車椅子モデル。「μ（ミュー）」という名義で活動していたこともある。

## 人物
趣味は、菓子作り、セルフネイル。
事故前の身長は151.7cm（参照）。

## 来歴
2014年、16歳の時の事故により両足を失い、車椅子利用者となる。
2016年、NHK番組内で行われたファッションショーをきっかけに、モデル・タレントの活動を始める。
最初は、μ（ミュー）という名義で活動。
現在の葦原海となった。
2020年、YouTubeを開始。
2021年、東京オリンピック・パラリンピック2020大会の公式文化プログラムである東京2020 NIPPONフェスティバルのうち、テーマ「参加と交流」として実施する主催プログラム「わっさい」の出演者に選ばれる。

## 出演

### モデル
- バリアフリーコレクション 2016（2016年）
- チバリアフリーファッションショー（2017年）
- 吉祥寺コレクション（2017年）
- ChaRainbow（2017年）
- モデルファーストコレクション第8回（ 新人賞）（2018年）
- 吉祥寺コレクション（2018年）
- 東京ストリートコレクション（2018年）
- Great Luck Festival 2018（2018年）
- 兵庫県加西市健康福祉まつり（2018年）
- モデルファーストコレクション第9回（2018年）
- モデルファーストコレクション第10回（2019年）
- モデルファーストコレクション第11回（準優勝）（2019年）

### テレビ番組
- バリバラ バリコレ 2016（NHK）
- ココがズレてる健常者（NHK）
- ホウドウキョク（フジテレビ）
- ココがズレてる健常者2（NHK）
- NEWSな2人（TBSテレビ）
- 阿佐ヶ谷アパートメント（NHK）

### 掲載誌
- AEONポスター（2019年）
- 旅の手帖MOOK（2019年）
- パラスポーツマガジンvol.6（2019年）
- 週刊プレイボーイ(2022年1月増刊号)